# باستور فرنانديز
باستور فرنانديز (بالإسبانية: Pastor Fernández)‏ (22 أبريل 1963 في كوستاريكا - ) هو مدرب كرة قدم ولاعب كرة قدم كوستاريكي في مركز الهجوم. شارك مع منتخب كوستاريكا لكرة القدم. أما مع النوادي، فقد لعب مع نادي كارتاهينيس ونادي ألاجولينسي وA.D. Municipal Pérez Zeledón ‏ ونادي سان كارلوس.

## وصلات خارجية
- باستور فرنانديز على موقع ناشيونال فوتبول تيمز (الإنجليزية)